# Microxestis wutzdorffi
Microxestis wutzdorffi är en fjärilsart som beskrevs av Rudolf Püngeler 1907. Microxestis wutzdorffi ingår i släktet Microxestis och familjen trågspinnare. Inga underarter finns listade i Catalogue of Life.